# Augusta Phillips
Pour les articles homonymes, voir Phillips.
Augusta Phillips, née vers 1967, est une joueuse sud-africaine de badminton.

## Carrière
Elle est médaillée d'or en double femmes avec Tracey Thompson, médaillée d'argent en simple femmes et en double mixte avec Alan Phillips lors des Championnats d'Afrique de badminton 1992.